# گوگل فایبر
گوگل فایبر (به انگلیسی: Google Fiber) پروژه‌ای است که برای ارائه اینترنت پهن باند به‌طور آزمایشی اجرا شده‌است.

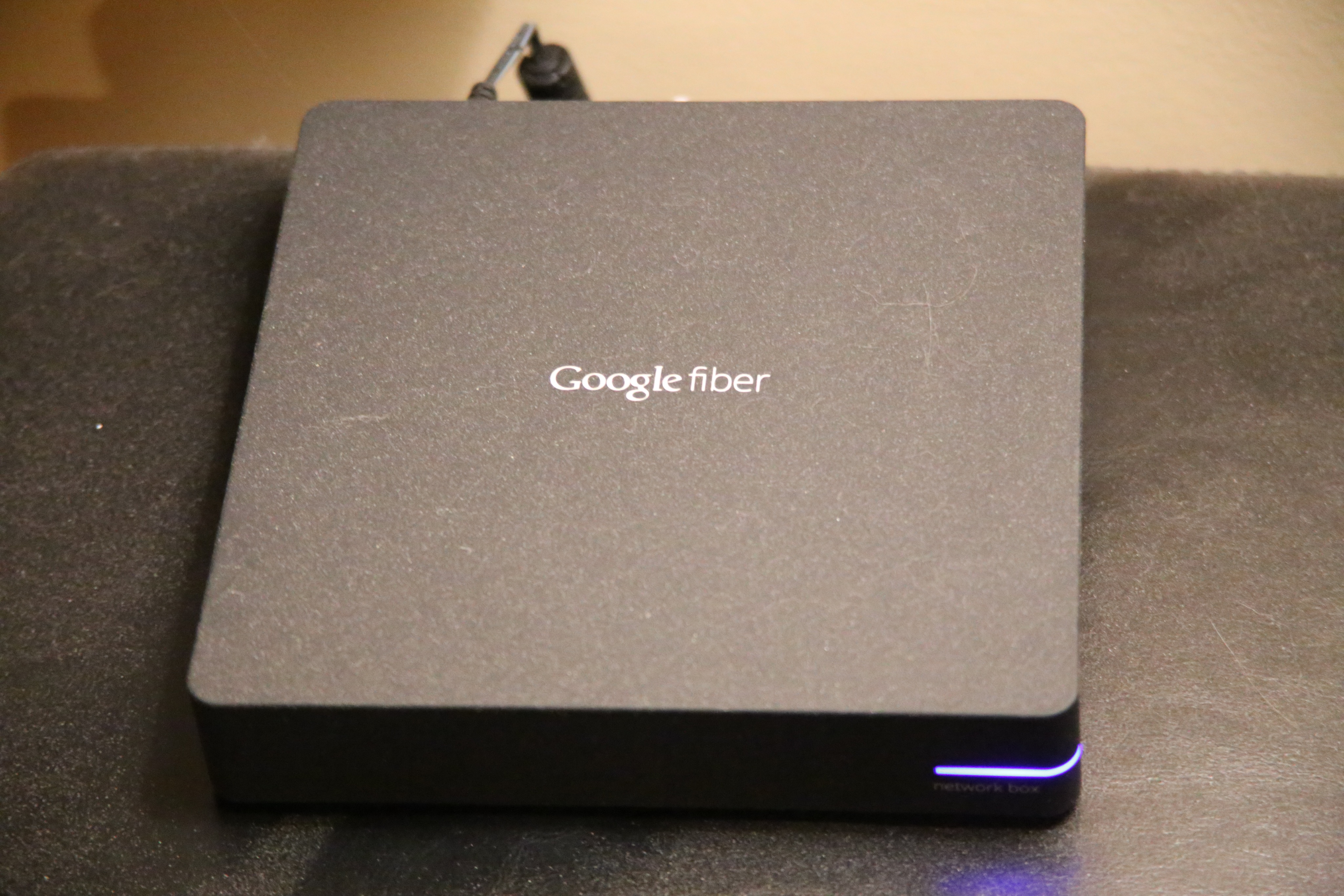
مودم گوگل فایبر

این سرویس اینترنتی با فیبر نوری کار می‌کند. اما چیزی که این سرویس را نسبت به دیگر اینترنت‌های پرسرعت متمایز می‌کند، سرعت ۱ گیگابیتی آن است.

## طرح ها
در جدول زیر ، طرح های گوگل برای استفاده کاربران نشان داده شده‌است. 
| طرح                       | اینترنت گیگابیتی و ای پی تی‌وی                                              | اینترنت گیگابیتی                      | اینترنت مجانی                        |
| ------------------------- | -------------------------------------------------------------------------- | ------------------------------------- | ------------------------------------ |
| قیمت                      | $۱۲۰/ماهانه ($۳۰۰ هزینه برقراری اولیه)                                     | $۷۰/ماهانه ($۳۰۰ هزینه برقراری اولیه) | $۰/ماهانه + $۳۰۰ هزینه برقراری اولیه |
| پهنای باند دانلود و آپلود | 1 Gbit/s / 1 Gbit/s                                                        | 1 Gbit/s / 1 Gbit/s                   | 5 Mbit/s / 1 Mbit/s                  |
| آی پی تی‌وی                | آری                                                                        | نه                                    | نه                                   |
| فضای ذخیره‌سازی روی وب     | ۲ TB DVR Storage (۸ simultaneous recordings possible) ۱ ترابایت گوگل درایو | ۱ ترابایت گوگل درایو                  | نه                                   |
| سخت افزارهای شامل         | تبلت نکسوس ۷ TV box Network box Storage box (DVR) کروم بوک (اختیاری)       | Network box کروم بوک (اختیاری)        | Network box کروم بوک (اختیاری)       |